# نیروگاه برق آبی شامالدیسای
نیروگاه برق آبی شامالدیسای (به لاتین: Shamaldysai Hydroelectric Power Station) یک سد و نیروگاه برقابی در قرقیزستان است که در استان جلال‌آباد واقع شده‌است.